# Ficoeritrobilina
La ficoeritrobilina è una ficobilina di colore rosso, un cromoforo tetrapirrolico presente nei cianobatteri e nei cloroplasti delle alghe rosse, glaucofite, e alcune criptomonadi.